# Magazinet (tidskrift)
Magazinet var en kristen tidskrift som utgavs av församlingen Livets Ord på 1980- och 1990-talet. I början var den en månadstidning med en glättad framsida och veckotidningsliknande artiklar i sin huvuddel med en gulfärgad nyhetsbilaga i mitten. Tidningen blev efterhand en veckotidning med ett utpräglat kvällstidningsutseende. Nyhetsfokus var på nyheter inom den svenska och internationella kristendomen, Israel och judarna samt svensk och europeisk politik av det slag som behandlar etiska frågor.
Chefredaktör var Ruben Agnarsson.
Något av arvet efter Magazinet finns kvar i dagstidningen Världen idag, i och med att Ruben Agnarsson är ansvarig utgivare för Världen Idag, som även till större delen ägs av Livets Ord och församlingar anslutna till Trosrörelsen. I Norge finns veckotidningen Magazinets systerutgåva med samma namn fortfarande kvar.